# Gert Fredholm
Gert Fredholm (født 18. november 1941 i Næstved) er en dansk filminstruktør.
Han er nok mest kendt for at have instrueret filmen Den forsvundne fuldmægtig (1971) samt filmen At klappe med een hånd (2001).
I 2005 har han været instruktør på filmen Dommeren.
I 2008 udkom portrætfilmen Livet foran kameraet - Et portræt af Gert Fredholm om Fredholm.

## Filmografi
- Astrid Henning-Jensen (1967)
- Den forsvundne fuldmægtig (1971)
- Terror (1977)
- Lille Virgil og Orla Frøsnapper (1980)
- At klappe med een hånd (2001)